# Circuito delle Stelle
Le Circuito delle Stelle - Memorial Matteo Radicchi est une course cycliste italienne qui se déroule au mois d'août à Gubbio, en Ombrie.
Durant son existence, cette épreuve fait partie du calendrier régional de la Fédération cycliste italienne, en catégorie 1.19. Elle est par conséquent réservée aux coureurs espoirs (moins de 23 ans) ainsi qu'aux élites sans contrat,.

## Palmarès
| Année | Vainqueur        | Deuxième             | Troisième         |
| ----- | ---------------- | -------------------- | ----------------- |
| 2010  | Vainer Ravaioli  | Thomas Fiumana       | Simone Camilli    |
| 2011  | Mirko Castelli   | Juan Pablo Valencia  | Paolo Totò        |
| 2012  | Paolo Totò       | Pietro Buzzi         | Paweł Poljański   |
| 2013  | Matteo Marcolini | Paolo Totò           | Christian Grazian |
| 2014  | Paolo Totò       | Marcin Mrożek        | Mirko Ulivieri    |
| 2015  | Mattia De Marchi | Michael Delle Foglie | Giuseppe Brovelli |
| 2016  | Lorenzo Friscia  | Maxim Rusnac         | Emanuele Onesti   |
| 2017  | Mattia Marcelli  | Gabriele Bonechi     | Xhuliano Kamberaj |